# كاميلي بول
كاميلي بول (بالفرنسية: Camille Poul)‏ هي مؤدية ومغنية أوبرا فرنسية، ولدت في 1982.